# Erepta nevilli
Erepta nevilli е изчезнал вид сухоземно коремоного от семейство Helicarionidae.

## Разпространение
Този вид е бил ендемичен за Мавриций.